# Міста Тринідаду і Тобаго
Міста Тринідаду і Тобаго.

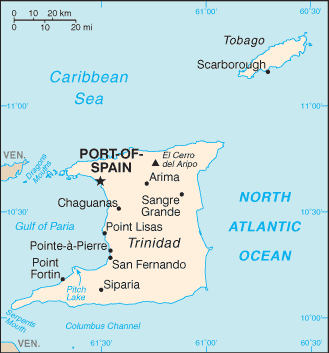
Мапа Тринідаду і Тобаго

У Тринідаді і Тобаго налічується близько 30 міст із населенням понад 1 тисячі мешканців. 1 місто має населення понад 50 тисяч, 3 міста мають населення від 25 до 50 тисяч, 6 - від 10 до 25 тисяч, решта - менше 10 тисяч.
Нижче перелічено 9 найбільших міст із населенням понад 15 тисяч мешканців.
| Назва                            | Населення (2011) |
| -------------------------------- | ---------------- |
| Чагуанас                         | 83 516           |
| Сан-Фернандо (Тринідад і Тобаго) | 48 838           |
| Порт-оф-Спейн                    | 37 074           |
| Аріма                            | 33 606           |
| Морвант                          | 22 742           |
| Лавентіль                        | 21 454           |
| Поїнт-Фортін                     | 20 235           |
| Скарборо                         | 17 537           |
| Тунапуна                         | 16 626           |